# 園山もん
園山 もん（そのやま もん、9月17日 - ）は、日本のアイドル、女性ファッションモデル、歌手。宇宙出身。慶應義塾大学文学部卒業。身長162センチメートル。元スパイラルミュージック所属。

## 来歴
アイドルユニット「宝石箱」は2015年8月に結成し、園山もん・清良ニコ・楠花純の3名で関東を中心に活動。金髪がトレードマークのアイドルである。